# Arándiga
Arándiga és un municipi de la província de Saragossa situat a la comarca de la Comunitat de Calataiud.

## Història
Possiblement l'antic Aratikos o Aratis, un antic assentament ibèric del qual es coneix poc, però que es trobava en algun lloc al SO de la colònia romana de Caesaraugusta, la ciutat moderna de Saragossa. Va emetre monedes a finals del segle II aC amb la inscripció ibèrica aratikos i aquestes presenten un Cap Masculí, just a l'anvers, i un genet que porta una llança, a la dreta, al revers. L'Atles de Barrington del món antic equipara aquest lloc amb l'Aràndiga moderna.